# TAI Aksungur

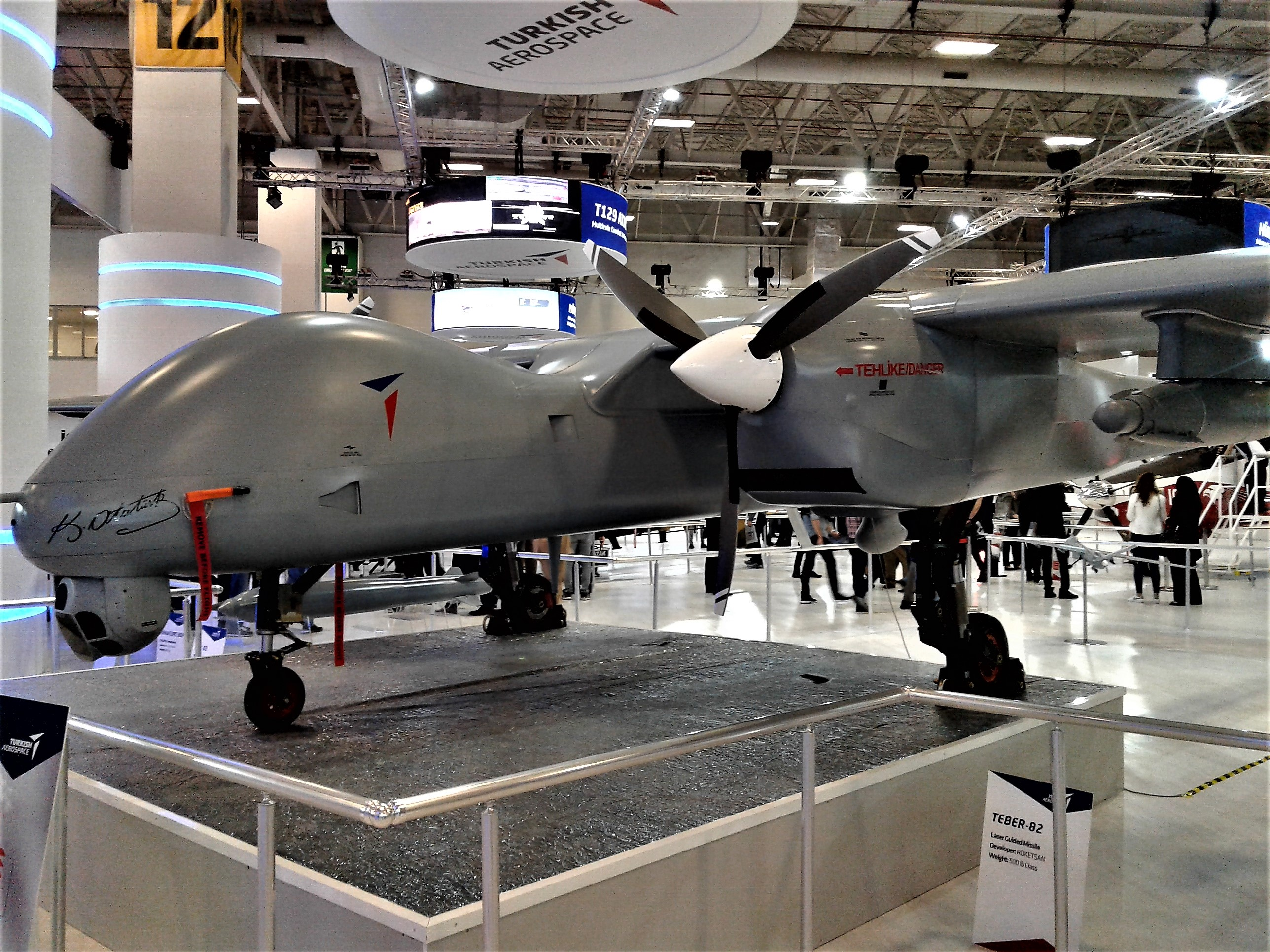
TAI Aksungur на IDEF 2019 у Стамбул

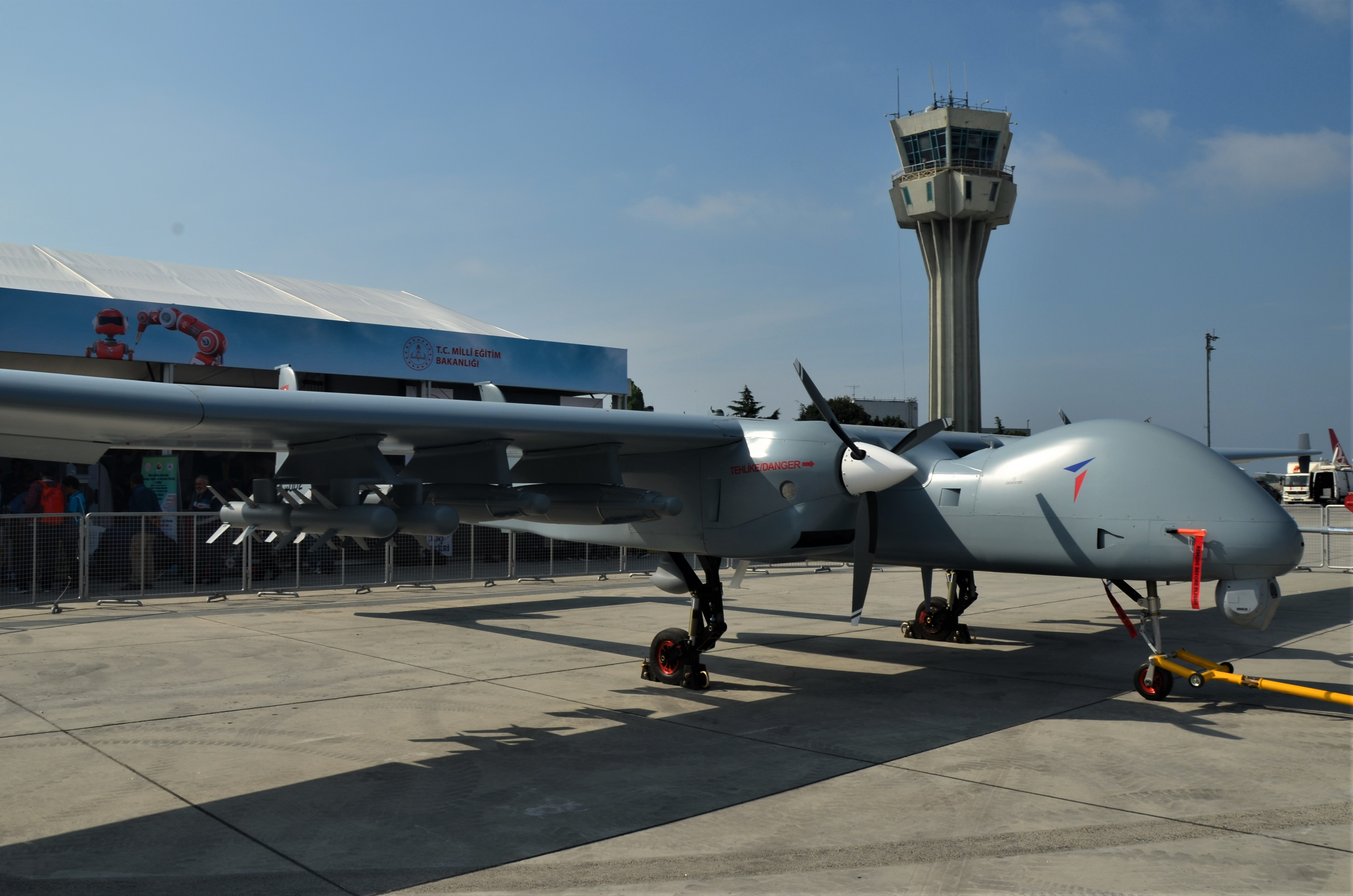
TAI Aksungur на Teknofest 2019

TAI Aksungur — це безпілотний літальний апарат (БПЛА), що розробляється TAI для збройних сил Туреччини. Використовуючи існуючу технологію виготовлення безпілотників серії TAI Anka, було створено безпілотник виробника з більшим корисним навантаженням. Він призначений для тривалого спостереження, розвідки, морських патрульних місій або як безпілотний бойовий літальний апарат. На початку 2020 року TAI планувала інтегрувати пакети навісного озброєння та пустити Aksungur у виробництво.

## Розробка
Aksungur ((тур.) кречет), розроблений і виготовлений компанією Turkish Aerospace Industries (TAI) для місій тактичного спостереження та розвідки збройних сил Туреччини.
Розробка БЛА зайняла 18 місяців. Планер, крило та шасі — це нові конструкції, тоді як системи управління — від існуючих безпілотників сімейства TAI Anka. Новий турбодизельний двигун також розробляється для програми, з початковими льотними випробуваннями планера з використанням існуючого двигуна. Для дослідних цілей було виготовлено два прототипи. Його перший політ, що демонстрував можливості автоматичного зльоту та посадки, відбувся 20 березня 2019 року і тривав чотири години двадцять хвилин. Як повідомляється, 3 квітня того ж року був здійснений другий пробний політ тривалістю три години. Він був представлений на виставці International Defence Industry Fair 2019 (IDEF) у Стамбулі, Туреччина, 30 квітня. CNN Türk повідомляв про поточні льотні випробування в липні 2019 р. до кінця року виробник передбачає загалом 50–60 випробувань. БЛА планувалося запустити у серійне виробництво до першого кварталу 2020 року.

## Конструкція
Літак 12 м довжини і 3 м висоти, має тристійкове уборне шасі. Крило, встановлене по схемі високоплан, має розмах крил 24 м. Крило закінчується невеликими закінцівками. Гондола фюзеляжу знаходиться під крилом, в ній розміщені електроніка, камери та датчики, в носовій частині встановлена камера. Паливні баки розміщені у фюзеляжі та крилі. Два турбовані двигуни встановлений під крилом, при цьому кожна гондола двигуна видовжена назад у хвостову балку. Хвостові балки закінчуються двома кілями, до них за Н-подобною схемою приєднане горизонтальне оперення. Триколісне шасі під час польоту прибирається в гондоли двигунів та ніс літака.
Літак оснащений двома дизельними двигунами з подвійним турбонаддувом PD-170, розробленими Tusaş Engine Industries (TEI), оснащеними тягнучими трилопатевими гвинтами. За словами виробника, це дозволяє Аксунгуру здійснювати крейсерський політ з максимальною швидкістю 180 км/год і піднімати максимальне корисне навантаження 750 кг до висоти 7600 м, або піднятися до 11000 м з 150 кг корисного навантаження. Максимальне корисне навантаження літака на 375 % більше, ніж у попередника; максимальна злітна маса становить 3 300 кг. За оцінками, він повинен знаходитись у висоті 12 годин як штурмовий або морський патрульний літак та 24 години під час розвідувальних місій.
Дистанційне управління БПЛА виконується програмним забезпеченням, сумісним з DO-178B, на наземній станції управління та обладнанням, сумісним з DO-254, за допомогою подвійного резервного копіювання зашифрованого цифрового каналу передачі даних. Додаткова гнучкість роботи за межами зорового діапазону доступна через супутник зв'язку.
TAI планувала інтегрувати системи зброї, типові для винищувачів F-4 і F-16 в Aksungur в останньому кварталі 2019 року. Під кожним крилом розташовані три вузли підвіски для кріплення зовнішнього корисного навантаження, такого як боєприпаси або буї-гідролокатори. Ці точки розраховані на навантаження 150, 300 і 500 кг. Пропоноване озброєння включає TEBER-81 (бомба з лазерним наведенням Mk-81), TEBER-82 (бомба з лазерним наведенням Mk-82), LUMTAS, MAM-L, Roketsan Cirit, MAM-C, HGK-3 (боєприпаси з точним наведенням)), KGK (82) (крилатий керований комплект) та мініатюрна бомба.

## Технічні характеристики
Загальні характеристики
- Вантажопідйомність: 750 кг
- Довжина: 12 м (39 фут 4 дюйм)
- Розмах: 24 м (78 фут 9 дюйм)
- Висота: 3 м (9 фут 10 дюйм)
- Порожня вага: 1 800 кг (3 968 фунт)
- Максимальна злітна вага: 3 300 кг (7 275 фунт)
- Силова установка: 2 × TEI PD170 4-cylinder liquid-cooled turbo-charged horizontally-opposed piston engine, 130–160 kW (170–220 hp) each
- Повітряний гвинт: 3-лопатевий штовхаючий

Льотні характеристики
- Крейсерська швидкість: 250 км/год (155 миля/год; 135 вуз)
- Дальність: 6 500 км (4 039 миля; 3 510 морська миля)
- Тривалість польоту: 49 годин[11]
- Практична стеля: 12 192 м (40 000 фут)
- Інше:

Озброєння
- Точки підвіски: 6 with provisions to carry combinations of:
- Ракети:
 — CIRIT — можливо ROKETSAN DSH (ракета проти підводного човна) та торпеди для виконання завдань морського патрулювання
- Bombs: — MAM-L
 — MAM-C
 — LUMTAS
 — TEBER -81 (laser guided MK-81)
 — TEBER-82 (laser guided MK-82)
 — HGK-3 (Precision Guidance Kit)
 — KGK (82) (Winged Guidance Kit)

## Дивитись також
- Bayraktar TB2
- Bayraktar Akıncı
- TAI Anka